# 河内圣若瑟大修院
河内圣若瑟大修院（Đại chủng viện Thánh Giuse Hà Nội）是越南6个天主教大修院之一，为越南北部8个教区培养神父。目前位于 河内市还剑郡行𪔠坊（Phường Hàng Trống）phố Nhà Chung40号。

## 历史
1932年，河内大修院举行奠基仪式。1934年开学。
1946年12月19日，针对法国人的抵抗战争爆发，大修院解散。1948年，大修院在河内芽庄街40号建于1928年的“ Truong Tri”旧址重新开放。1960年，圣约翰的小修院、解散。
1971年，11年之后，河内圣若瑟大修院恢复，由总主教（Trinh Van Can）担任院长。